# Uncle Deadly
Uncle Deadly is een handpop uit de komische televisieserie The Muppet Show. Hij is een blauw, draakachtig monster dat ook wel bekendstaat als "het spook van de Muppet Show", een verwijzing naar "Het spook van de opera". Zijn macabere uiterlijk bestaat uit een krokodilachtige bek, lichte oogjes die in twee donkere oogkassen liggen en een huid vol schubben. Hij gaat gekleed in een oud, versleten kostuum.
Al trad hij voor het eerst op in een sketch met Vincent Price in aflevering 19 van het eerste seizoen van The Muppet Show, pas in aflevering 21 werd Uncle Deadly daadwerkelijk geïntroduceerd. Stuk voor stuk vertellen de Muppets aan Kermit dat ze een geestverschijning hebben gezien, maar Kermit gelooft er niets van tot hij Uncle Deadly met zijn eigen ogen ziet. Uncle Deadly legt hem uit dat hij vroeger optrad in het Muppet-theater, waar hij Othello speelde tot hij werd afgemaakt... door de kritieken.
Uncle Deadly zong een enkele keer een lied, bijvoorbeeld "The Sheik of Araby" in de aflevering met Bernadette Peters, en trad in het derde seizoen op in Muppet Melodrama-sketches met Miss Piggy en Wayne. Alhoewel hij in geen enkele Muppet-film een rol van betekenis had, was Uncle Deadly zichtbaar in de groepsscènes aan het eind van The Muppet Movie en The Muppets Take Manhattan. Hij kwam ook voor in The Tonight Show toen Kermit de Kikker in april 1979 als gastpresentator diende. 
In de editie van december 2000 van het Writers Guild-tijdschrift "Written By", waarin interviews stonden met Muppet-schrijvers Jim Lewis, Kirk R. Thatcher en John Derevlany, werd gemeld dat Thatcher bezig was geweest met het ontwikkelen van een maffe Kippenvel-achtige televisieshow genaamd Uncle Deadly's House of Badness. Het project kwam echter nooit van de grond en het is onbekend of er een pilotaflevering van is gemaakt en of er een volledig script van was geschreven.
Het personage kwam na een kort optreden tijdens Michael Eisners introductie van The Muppets at Walt Disney World (1990) ruim twintig jaar niet meer voor. Pas in de film The Muppets (2011) speelde hij voor het eerst weer een rol.
Uncle Deadly werd tot 1990 gespeeld door Jerry Nelson. Tijdens zijn meest recente optreden, in The Muppets, was Matt Vogel de poppenspeler.
De Nederlandse stem van Uncle Deadly is Murth Mossel in The Muppets, Muppets Most Wanted, Muppets Now en Muppets Haunted Mansion. 